# Gustav Friedrich Wilhelm Großmann
Gustav Friedrich Wilhelm Großmann (Berlín, 30 de novembre de 1744 - Hannover, 20 de maig de 1796) fou un poeta i promotor teatral alemany.
Va ser secretari de legació a Dantzig, (ara Gdańsk) i prengué part en les negociacions relatives al primer repartiment de Polònia.
Havent-se prestat en una ocasió a substituir a un actor en una obra important, es revelà com artista excepcional, i es va dedicar des de llavors al teatre. Dirigí el teatre de Bonn, i el 1784 una nova companyia en la que entre altres cantants i figurà el cantant i compositor Walter, companyia que va recórrer arreu d'Alemanya. Fou anomenat exageradament el Shakespeare alemany.
De 'Großmann es conserven les comèdies:
- Wilhelmine von Blondheim;
- Henriette Adelaide von Weltheim;
- Die Fuersbrunst;
- Die Ehestandscandidaten;
- Nicht mehr als rechs, que és la més cèlebre de totes.